# Preston Foster
Preston Foster (* 24. August 1900 in Ocean City, New Jersey; † 14. Juli 1970 in La Jolla, San Diego, Kalifornien) war ein US-amerikanischer Schauspieler.

## Leben und Wirken
Foster arbeitete zunächst unter anderem als Busfahrer, Schifffahrtslinien-Angestellter und Ringer. Im Laufe der 1920er Jahre begann er seine Karriere als Schauspieler. Er spielte in Stücken wie Two Seconds von Elliott Lester und The Silent House von George Pickett und John G. Brandon, trat aber auch als Sänger an der Grand Opera von Pennsylvania auf.
Mit Anbruch der Tonfilmzeit fand er in Hollywood Zugang zum Film und wurde insbesondere in den 1930er-Jahren auch mit Hauptrollen betraut. Bekannt wurde er 1932 als einarmiger, mit synthetischem Fleisch ausgestatteter Erfinder Dr. Wells in dem Horrorfilm Doctor X, Im selben Jahr hatte er auch eine größere Nebenrolle in dem heute oft als Klassiker gesehenen Kriminaldrama Jagd auf James A. neben Paul Muni. 1935 verzeichnete er einen weiteren Erfolg in der Rolle des Dan Galagher, integrer Anführer der irischen Freiheitskämpfer, in John Fords Filmdrama Der Verräter. Unter Regie von Ford spielte er anschließend noch in den Filmen Der Pflug und die Sterne (1936) und Submarine Patrol (1938). Im Laufe der Dekade war er der Filmpartner einiger berühmter Schauspielerinnen, etwa von Barbara Stanwyck in dem Western Annie Oakley oder von Carole Lombard in der Screwball-Komödie Liebe vor dem Frühstück. Eine weitere Hauptrolle hatte er in dem antiken Filmdrama Der Untergang von Pompeji von 1935.
Oft spielte der stark wirkende, hochgewachsene Schauspieler Rollen als Abenteurer oder Draufgänger, wobei er sowohl Helden als auch Schurken überzeugend verkörpern konnte. Dabei reichte sein Rollenspektrum vom besonnenen Feldkaplan in dem Kriegsfilm Guadalkanal – die Hölle im Pazifik (1943) bis zum betrügerischen Schurken im Film noir Der vierte Mann (1952). In dem an den Kinokassen sehr erfolgreichen Pferdefilm Flicka (1943) und der Fortsetzung Thunderhead – der vierbeinige Teufel (1945) übernahm er die Rolle des Familienvaters und Ranchers. In den 1950er-Jahren verlegte sich Foster auch auf Auftritte in Fernsehserien, so war er von 1954 bis 1955 Hauptdarsteller der beliebten Polizeiserie Waterfront.
Neben seiner laufenden Film- und Fernsehkarriere absolvierte er immer wieder Auftritte am Theater und im Radio. In den 1960er-Jahren klang seine Karriere aus, unter anderem mit Gastrollen in Fernsehserien und einem Part im Science-Fiction-Film 2071: Mutan-Bestien gegen Roboter. Insgesamt umfasst Fosters filmisches Schaffen zwischen 1929 und 1968 mehr als 115 Film- und Fernsehproduktionen. Foster war in erster Ehe mit seiner Frau Gertrude von 1925 bis 1945 verheiratet, sie hatten eine gemeinsame Tochter. Seine zweite Ehe führte er von 1946 bis zu seinem Tod mit seiner Schauspielkollegin Sheila Darcy. Foster starb wenige Wochen vor seinem 70. Geburtstag nach längerer Krankheit.

## Filmografie (Auswahl)
- 1929: Pusher-in-the-Face (Kurzfilm)
- 1929: Nothing But the Truth
- 1932: Zwei Sekunden (Two Seconds)
- 1932: Doctor X
- 1932: The Last Mile
- 1932: Jagd auf James A. (I Am a Fugitive from a Chain Gang)
- 1932: Badenix (You Said a Mouthful)
- 1933: Elmer, the Great
- 1935: Der Verräter (The Informer)
- 1935: Der Untergang von Pompeji (The Last Days of Pompeii)
- 1935: Annie Oakley
- 1936: Liebe vor dem Frühstück (Love Before Breakfast)
- 1936: Der Pflug und die Sterne (The Plough and the Stars)
- 1937: Sea Devils
- 1937: The Westland Case
- 1937: First Lady
- 1938: Army Girl
- 1938: Submarine Patrol
- 1939: Geronimo, die Geißel der Prärie (Geronimo)
- 1940: Die scharlachroten Reiter (North West Mounted Police)
- 1941: Unfinished Business
- 1942: A Gentleman After Dark
- 1942: Der König von Texas (American Empire)
- 1943: Flicka (My Friend Flicka)
- 1943: Guadalkanal – die Hölle im Pazifik (Guadalcanal Diary)
- 1945: Thunderhead – der vierbeinige Teufel (Thunderhead, Son of Flicka)
- 1945: Die Entscheidung (The Valley of Decision)
- 1945: Abbott and Costello in Hollywood
- 1946: The Harvey Girls
- 1947: Die Farm der Gehetzten (Ramrod)
- 1948: Thunderhoof
- 1949: Ich erschoß Jesse James (I Shot Jesse James)
- 1949: Raubkatze (The Big Cat)
- 1951: Tomahawk – Aufstand der Sioux (Tomahawk)
- 1951: Die Nacht der Wahrheit (The Big Night)
- 1952: Der vierte Mann (Kansas City Confidential)
- 1953: Die Hand am Colt (Law and Order)
- 1953: Der Richter bin ich (I, the Jury)
- 1954–1955: Waterfront (Fernsehserie, 78 Folgen)
- 1957: Destination 60,000
- 1961: Gunslinger (Fernsehserie, 12 Folgen)
- 1963: The Man from Galveston
- 1964: 77 Sunset Strip (Fernsehserie, Folge Lovers' Lane)
- 1964: Helden ohne Hosen (Advance to the Rear)
- 1964: 2071: Mutan-Bestien gegen Roboter (The Time Travelers)
- 1967: You’ve Got to Be Smart
- 1968: Chubasco